# Aby Gartmann
Albert Gartmann, noto Aby (Samedan, 23 aprile 1930 – Savosa, 6 aprile 2018) è stato un bobbista svizzero.
Era nipote di Arnold, bobbista attivo negli anni 30.

## Biografia
Viene ricordato come vincitore di una medaglia d'argento nella sua disciplina, ottenuta ai campionati mondiali del 1955 (edizione tenutasi a St. Moritz, Svizzera) insieme ai suoi connazionali Fritz Feierabend, Harry Warburton e Rolf Gerber. L'oro andò all'altra nazionale svizzera.